# مؤسسة هكذا ولدت
| تأسست             | 2011                           |
| ----------------- | ------------------------------ |
| المؤسس            | ليدي غاغا وسينثيا جيرمانوتا    |
| الأيرادات 2015    | $903,263                       |
| نفقات 2015        | $757,950                       |
| الموقع الألكتروني | http://bornthisway.foundation/ |

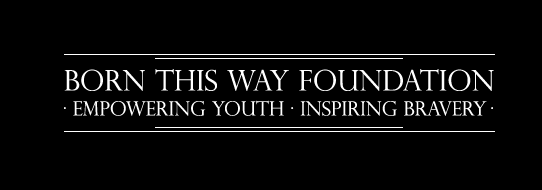

مؤسسة هكذا ولدت (بالإنجليزية: Born this way foundation) هي منظمة أمريكية غير ربحية تأسست في عام 2011 من قبل المغنية الليدي غاغا وأمها سينثيا جيرمانوتا.
تأسست المؤسسة في جامعة هارفارد، وسميت بعد ألبوم «غاغا» الثالث (هكذا ولدت) (2011)، وتهدف المؤسسة إلى إلهام الشباب وبناء مجتمعات أفضل، وتعمل المؤسسة بالشراكة مع مركز بيركمان للإنترنت والمجتمع في جامعة هارفارد ومؤسسة جون د. وكاترين ت. ماك آرثر ومؤسسة كاليفورنيا.
وتهدف المؤسسة إلى خلق «عالم أشجع وأكثر رحمة» للشباب وخلق مساحات آمنة وتعزيز تعلم مهارات الحياة وتوفر فرصًَا لتحسين مجتمعاتهم المحلية.
وفي بيان لها قالت السيدة غاغا "لقد بدأت أنا وأمي مشروعًا " لوضع معيار من الشجاعة واللطف، فضلًا عن مجتمع عالمي يحمي الآخرين لمواجه الإساءة والتخلي".
وفي سبتمبر 2012 مُنحت غاغا منحة لينونو للسلام من يوكو أونو لعملها مع المؤسسة «حملة نشطة حول قضايا التسامح والسلام»؛ وهدف الجائزة «الإبقاء على نشاط البوب حيا» بروح أونو وزوجها الراحل جون لينون الذي أدى أغنية «تخيل» التي  تتضمن الاقتباس الشهير «تخيل كل الناس  يعيشون الحياة في سلام».